# Jeff Bingaman

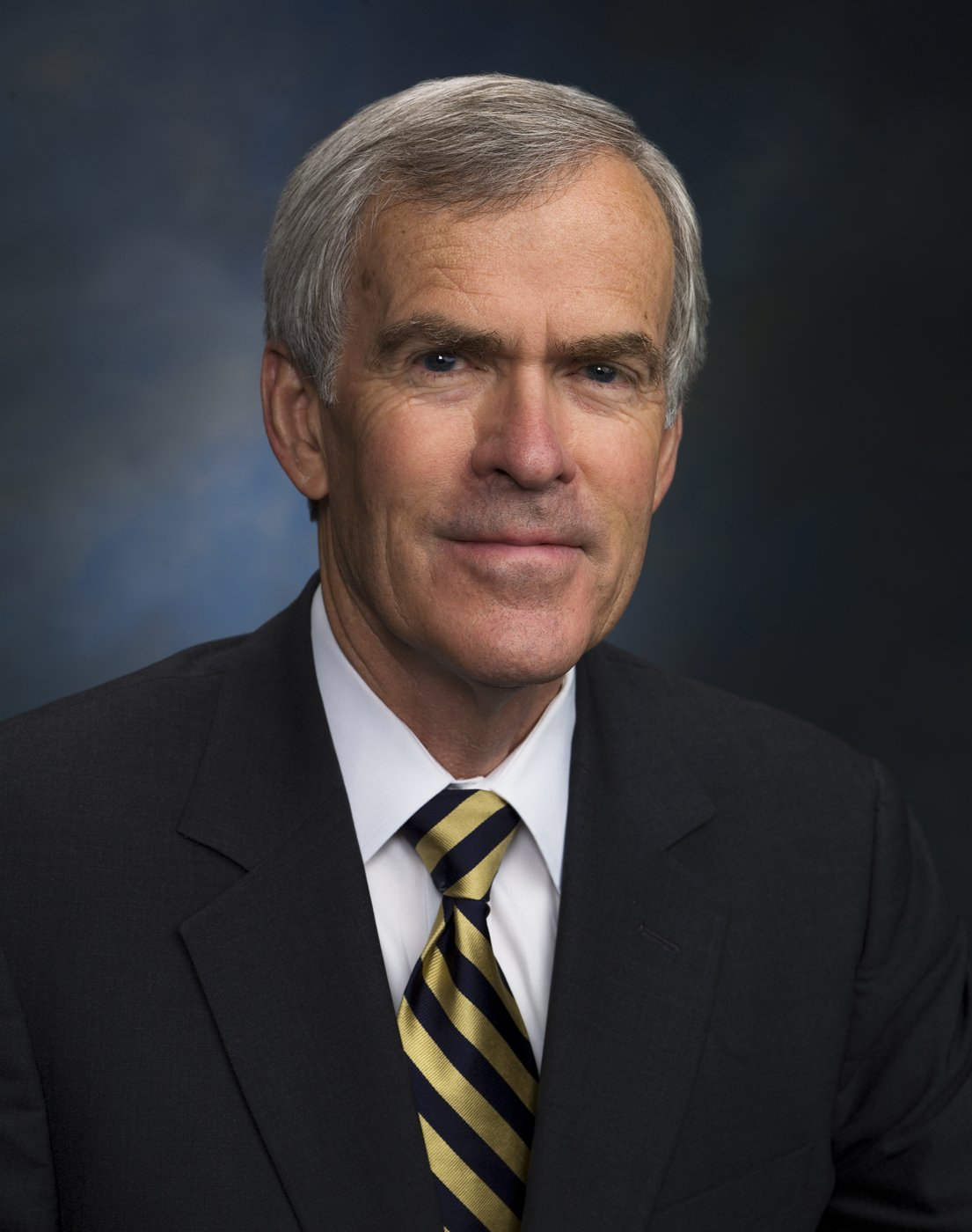
Jeff Bingaman (2008)

Jesse Francis „Jeff“ Bingaman (* 3. Oktober 1943 in El Paso, Texas) ist ein US-amerikanischer Politiker der Demokratischen Partei. Er vertrat den Bundesstaat New Mexico von 1983 bis 2013 im US-Senat.
Bingaman absolvierte ein Bachelor-Studium an der Harvard University und machte dann 1968 seinen Abschluss als Jurist an der Law School der Stanford University. Danach war er unter anderem Rechtsberater des Verfassungskonvents von New Mexico im Jahr 1969, ehe er ab 1970 als privater Rechtsanwalt praktizierte. 1978 wurde er als Nachfolger von Toney Anaya zum Attorney General von New Mexico gewählt und übte dieses Amt bis 1982 aus.
Bei den Wahlen zum US-Senat im Jahr 1982 gewann er mit 53,8 Prozent der Stimmen gegen den Amtsinhaber der Republikaner, den ehemaligen Astronauten Harrison Schmitt. In der Folge wurde er viermal in seinem Mandat bestätigt: 1988 mit 63,3 Prozent der Stimmen gegen Bill Valentine, 1994 mit 54 Prozent gegen Colin R. McMillan, 2000 mit 61,7 Prozent gegen William T. Redmond und 2006 mit 70,6 Prozent gegen Allen McCulloch.
Im Senat gehörte Bingaman zuletzt als Vorsitzender dem Ausschuss für Energie und natürliche Ressourcen an. Ferner saß er in den Ausschüssen für Finanzen, die Streitkräfte und Gesundheit, Bildung, Arbeit und Renten sowie dem Joint Economic Committee. Er war 1997 maßgeblich beteiligt am Kyl-Bingaman Amendment. Später gehörte er zu den 23 Senatoren, die gegen die Autorisation des Irakkrieges stimmten.
Im Februar 2011 gab Bingaman bekannt, bei den Senatswahlen 2012 nicht erneut anzutreten und somit im Januar 2013 aus dem Kongress auszuscheiden. Seine Nachfolge trat Martin Heinrich an, zuvor demokratischer Abgeordneter im US-Repräsentantenhaus. Er setzte sich gegen die Republikanerin Heather Wilson durch.